# Tor (estação de pesquisa)
A estação de pesquisa Tor é uma estação de pesquisa antártica norueguesa na Terra da Rainha Maud, na parte mais oriental da Costa da Princesa Martha na Montanha Svarthamaren, estabelecida em 1993. Está localizada a 1625 metros acima do nível do mar, cerca de 200 km da costa. É menor do que a outra estação norueguesa, Troll, e uma estação que opera apenas no verão.